# Рівненська районна рада
Рівненська райо́нна ра́да — районна рада Рівненського району Рівненської області. Адміністративний центр — місто Рівне.

## Склад ради
Загальний склад ради: 54 депутати.

### Голова
Тимощук Василь Олексійович (нар. 17 вересня 1965) — голова Рівненської районної ради від 3 грудня 2020 року.

#### Голови районної ради (з 2006 року)
| ПІБ                              | Основні відомості                                                                                          | Дата обрання | Дата звільнення |
| -------------------------------- | --- | ------------ | --------------- |
| Свінтозельський Микола Іванович  | Голова районної ради, 1950 року народження, член ВО «Батьківщина»                                          | 26.03.2006   | 31.10.2010      |
| Свінтозельський Микола Іванович  | Голова районної ради, 1950 року народження, освіта вища, член ВО «Батьківщина»                             | 31.10.2010   | 28.02.2014      |
| Пилипчук Володимир Олександрович | Голова районної ради, 1986 року народження                                                                 | 28.02.2014   | 18.09.2018      |
| Сальчук Микола Георгійович       | Голова районної ради, 1976 року народженя, освіта вища.                                                    | 18.09.2018   | 03.12.2020      |
| Тимощук Василь Олексійович       | Голова районної ради, 1965 року народження, освіта вища, член ПОЛІТИЧНОЇ ПАРТІЇ "ЄВРОПЕЙСЬКА СОЛІДАРНІСТЬ" | 03.12.2020   |                 |

Примітка: таблиця складена за даними джерела

## Місцеві вибори 2020 року
За результатами місцевих виборів 2020 року депутатами ради стали

### За суб'єктами висування
| Суб'єкт висування                                       | Кількість обраних депутатів | %     |
| ------------------------------------------------------- | --------------------------- | ----- |
| Політична Партія "Європейська Солідарність"             | 13                          | 24,07 |
| Політична Партія "Слуга Народу"                         | 9                           | 16,67 |
| Політична партія Всеукраїнське об'єднання «Батьківщина» | 7                           | 12,96 |
| Політична Партія "За Майбутнє"                          | 6                           | 11,11 |
| Політична партія "Радикальна партія Олега Ляшка"        | 5                           | 9,26  |
| Політична Партія Всеукраїнське об'єднання "Свобода"     | 5                           | 9,26  |
| Політична партія "Сила і честь"                         | 5                           | 9,26  |
| Політична Партія "Голос"                                | 4                           | 7,41  |